# Cortinarius triumphans
Cortinarius triumphans (Elias Magnus Fries, 1838), sin. Cortinarius crocolitus (Lucien Quélet, 1878), din încrengătura Basidiomycota, în familia Cortinariaceae și de genul Cortinarius, este o ciupercă comestibilă regional destul de răspândită, fiind un simbiont micoriza (formează micorize pe rădăcinile arborilor). O denumire populară nu este cunoscută. În România, Basarabia și Bucovina de Nord trăiește, de la câmpie la munte, în grupuri mai mari sau mai mici pe sol umed și acru, în păduri de foioase și în cele mixte, dar, de asemenea, în grădini și parcuri, chiar și în gropi de turbă, numai sub mesteceni. Timpul apariției este din august până în octombrie (noiembrie).

## Taxonomie

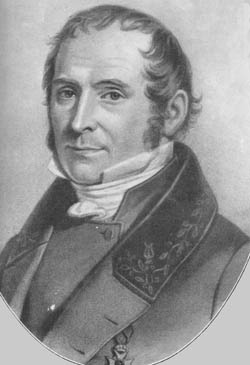
Elias M. Fries

Numele binomial Cortinarius triumphans a fost determinat de renumitul savant Elias Magnus Fries, de verificat în cartea sa Epicrisis systematis mycologici, seu synopsis hymenomycetum din 1838, fiind și numele curent valabil (2022).
Numele Phlegmacium triumphans creat de micologii finlandezi Tuula Niskanen și Kare Liimatainen în 2022, o sancționare a taxonului lui Axel Gudbrand Blytt (1843-1898) din 1905 (postum), unui micolog danez, bazând pe denumirea lui Fries, este un sinonim obligatoriu. Mai mult, în momentul de față se năzuiește spre determinarea nouă a speciei, cu toate că termenul Phlegmacium este stabilit drept subgen al genului Cortinarius.
Pe vremuri se distingea o altă specie, care este ceva mai mică și mai puțin lânoasă și care are lamele albăstruie în tinerețe, anume Cortinarius crocolitus, descrisă de cunoscutul micolog francez Lucien Quélet în 1878.  Cu toate acestea, caracteristicele descrise s-au dovedit a fi insuficiente pentru a separa două specii. Taxonul mai este folosit câteodată mai presus de toate în Franța. Toate celelalte încercări de redenumire sunt acceptate drept sinonime.
Epitetul specific este derivat din cuvântul latin (latină triumphare=a triumfa, a birui, a supune), datorită aspectului bătător la ochi.

## Descriere

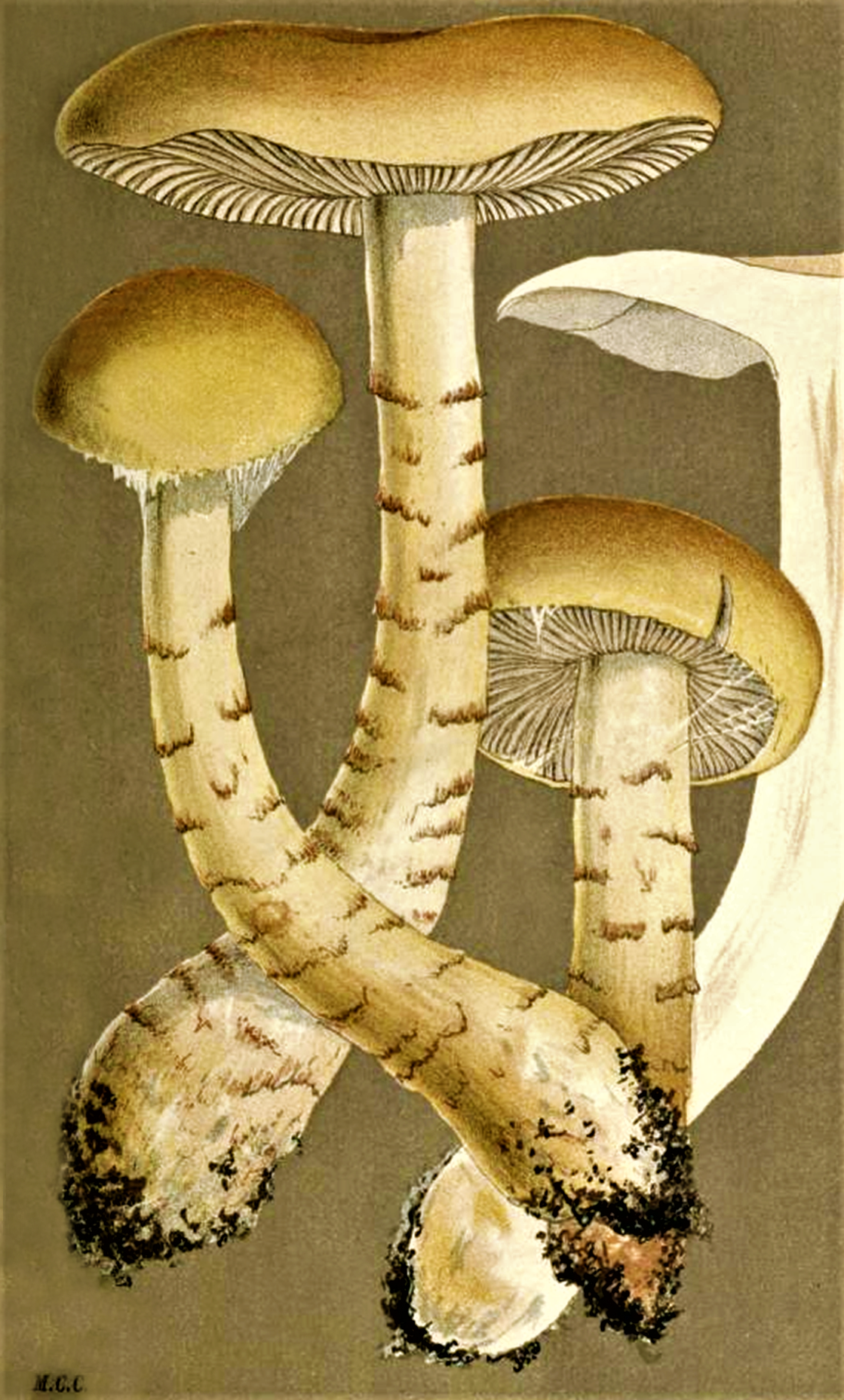
Cooke: C. triumphans

- Pălăria: fermă și cărnoasă cu un diametru între 5-11 (15)  cm este la început boltită emisferic, dar se întinde apoi, rămânând de obicei frumos convexă. Marginea răsucită înspre interior prezintă adesea fâșii lânoase trecătoare, resturi ale vălului parțial. Cuticula este netedă cu fibrile încarnate, unsuroasă până slinoasă, la ariditate mată. Coloritul poate fi galben-ocru, galben-ruginiu, galben-maroniu sau deschis brun.
- Lamelele: sunt subțiri, aglomerate, cu lameluțe intercalate de lungime diferită precum aderate puțin bombat la picior, fiind acoperite în tinerețe de o cortină albicioasă, formată din fibre foarte fine ca păienjeniș. Coloritul este inițial gri-ocru, adesea cu nuanțe de roz, apoi gri-violaceu, și în sfârșit ocru-brun până brun de scorțișoară. Muchiile sunt crestate, deosebit de tare precum ondulate la bătrânețe.
- Piciorul:  de 5-10 (12) cm lungime și 1,5- 2 (2,5) cm grosime este tare și gros, plin pe dinăuntru, cilindric, spre bază numai puțin până umflat îngroșat, înrădăcinând în sfârșit destul de adânc. În general, în prima treime a tijei se află o zonă inelară insinuată acoperită cu o pulbere ocru-maronie atunci când sporii sunt copți. De acolo în sus este netedă și albicios-gălbuie, fiind în jos învelită de benzi galbene, galben-brune până ocru-maronii pe un fundal albicios până alb-gălbui, căpătând astfel un aspect de cizmă.
- Carnea: cărnoasă și compactă, albă până slab ocru-albicioasă, se îngălbește în picior după tăiere. Mirosul este neremarcabil, amintind însă la bătrânețe puțin de drojdie. Gustul este plăcut și blând.[3][4]
- Caracteristici microscopice: are spori ocru-gălbui, sub-elipsoidali, în formă de migdale, ușor până la moderat verucoși, măsurând (9)10-12,5 x 5,5-6,5(7) microni. Pulberea lor este ocru-brună. Prezintă basidiile clavate cu 4 sterigme fiecare. Pileocistidele (elemente sterile de pe suprafața pălăriei) cu cleme sunt filamentoase, gelificate, pigmentate galben, cu hife septate, cilindrice, la capete obtuze, cu o lățime de până la 10 µm.[11][12][13][14]
- Reacții chimice: carnea se decolorează cu Hidroxid de sodiu gălbui și cuticula cu hidroxid de potasiu roșiatic.[15] [16]

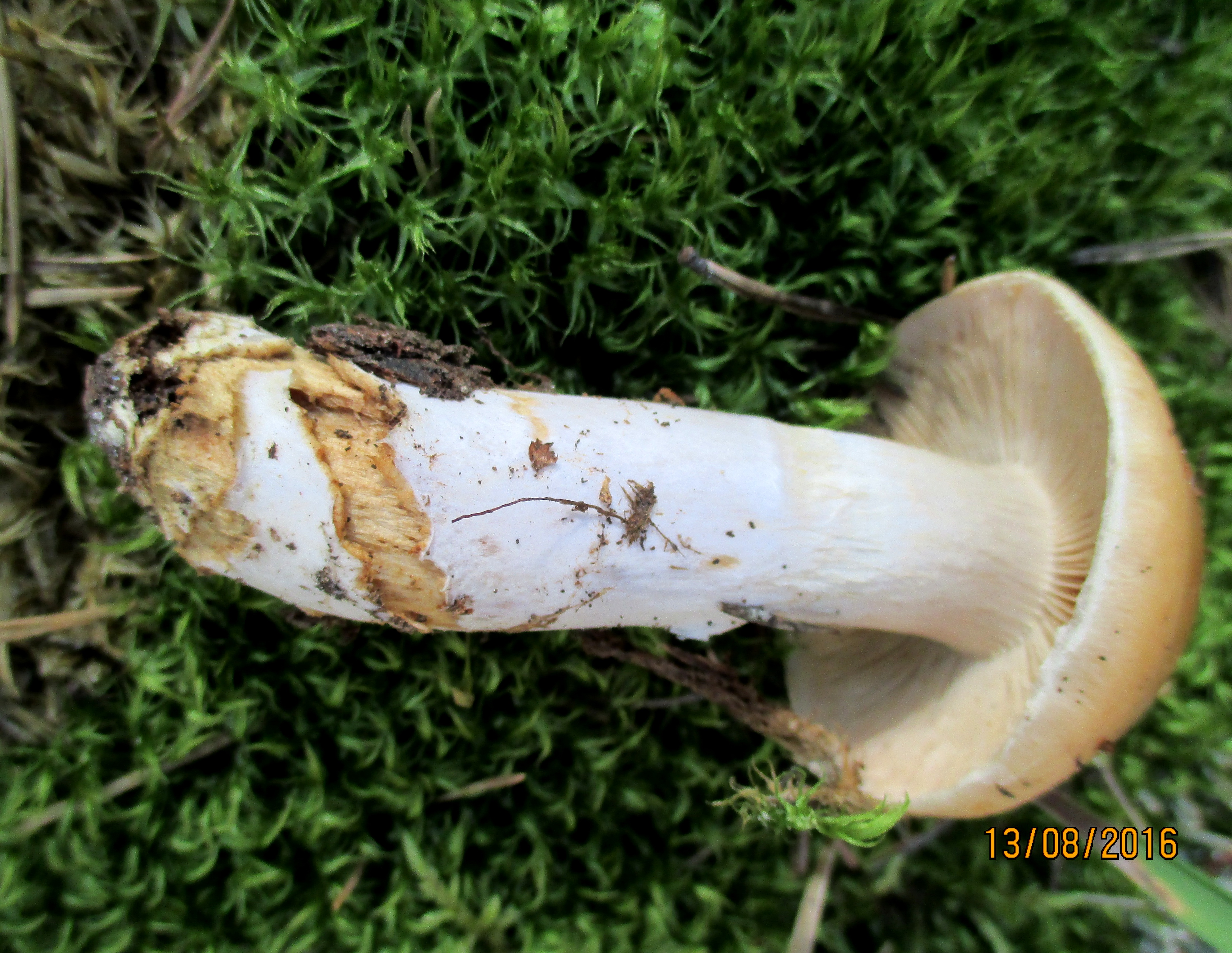
C. triumphans tânăr: lamele și picior
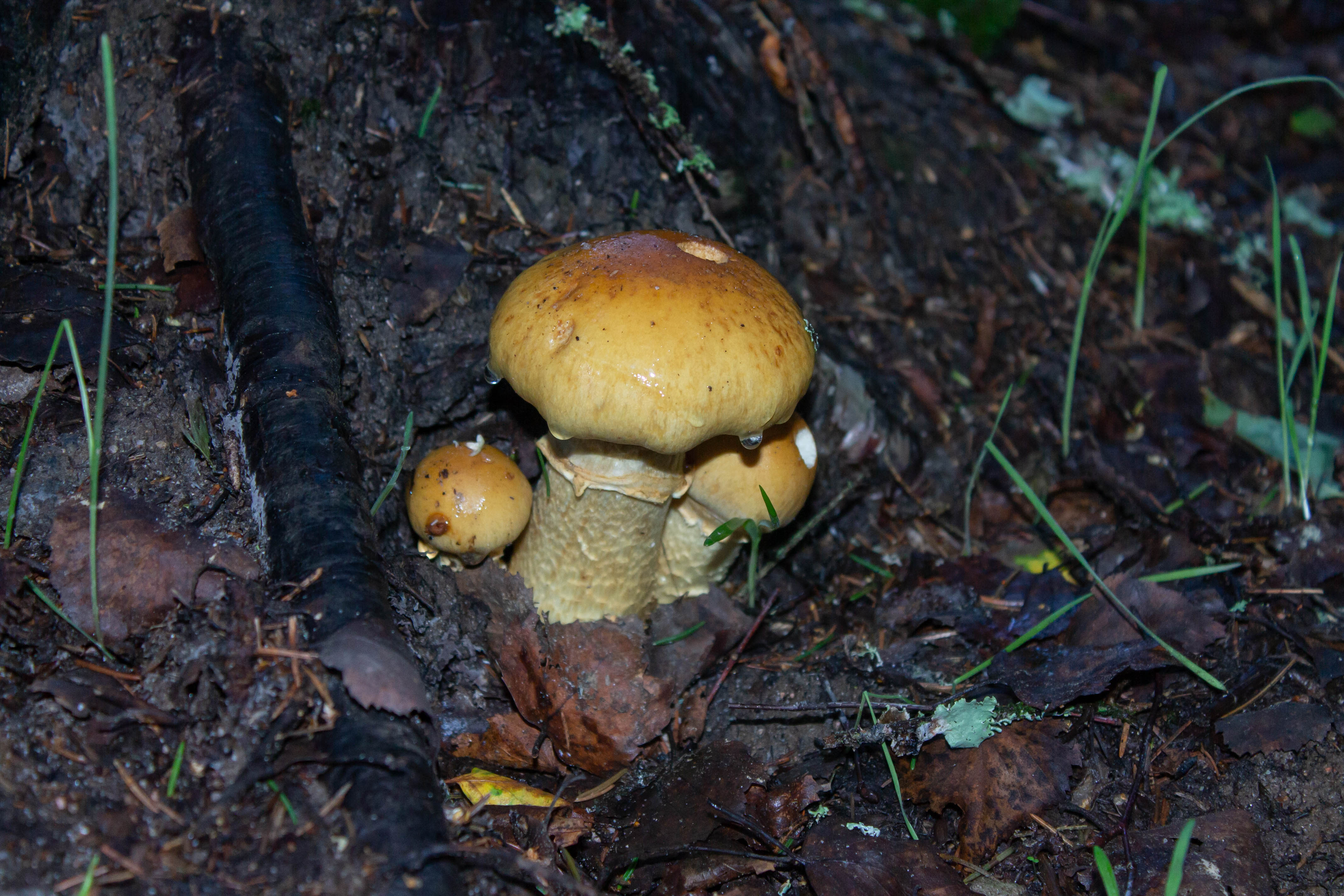
C. triumphans foarte tineri
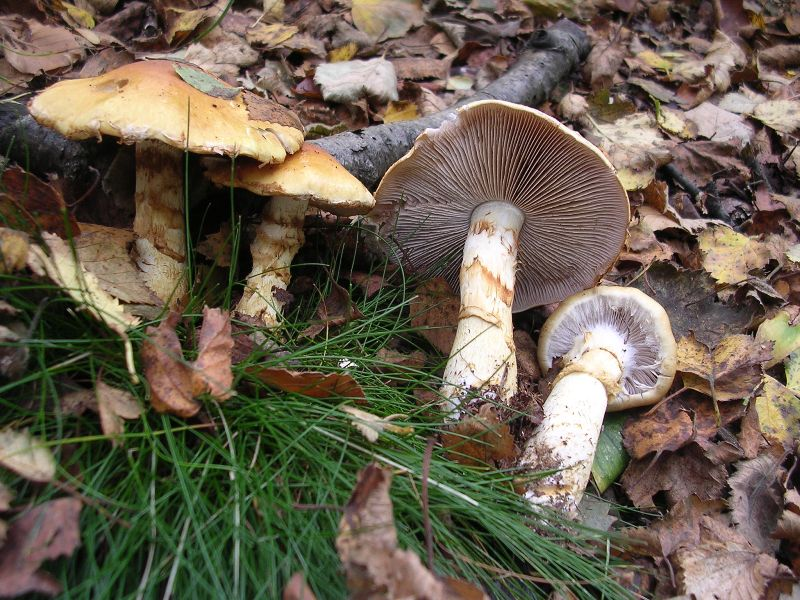
C. triumphans î. al. lamele la maturitate
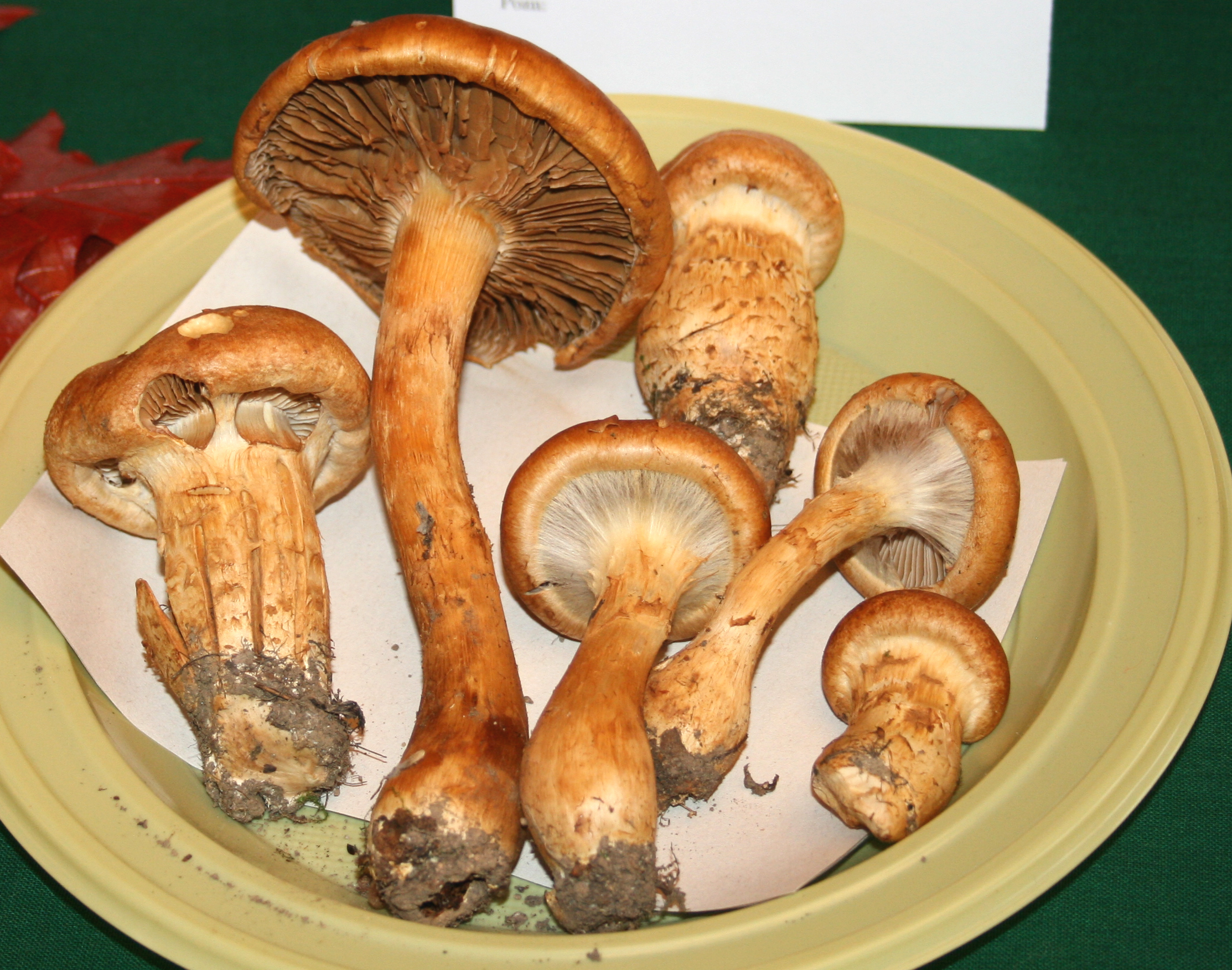
C. triumphans preponderent tineri în diverse stadii de evoluție,  un exemplar bătrân
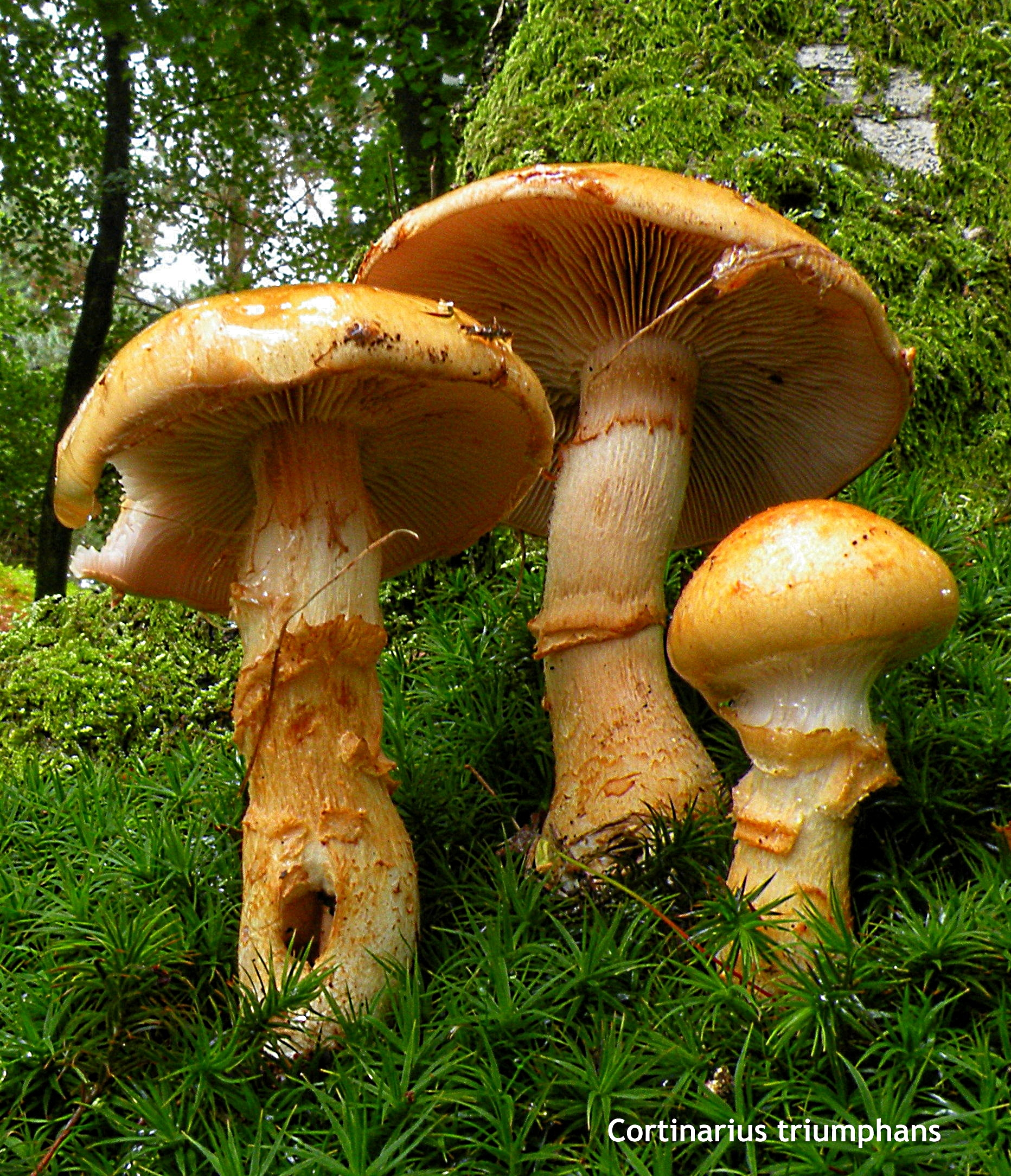
C. triumphans, exemplare uriașe

## Confuzii
Acest burete poate fi confundat cu mai multe alte specii, parțial comestibile, (de exemplu Cortinarius armillatus, Cortinarius caninus,Cortinarius caperatus, Cortinarius claricolor (comestibil), Cortinarius crassus, Cortinarius delibutus (comestibil), Cortinarius odorifer (comestibil și miros de anason), Cortinarius percomis, Cortinarius saginus, Cortinarius varius, Cortinarius variiformis sin. Cortinarius caligatus (aspect mai uscat pe suprafață) + imagini, cu ciuperci parțial necomestibile, de exemplu Cortinarius largus, Cortinarius olidus, Cortinarius subferrugineus, Cortinarius vibratilis sau cu cele otrăvitoare, de exemplu Cortinarius meinhardii sin. Cortinarius vitellinus (letal), Cortinarius splendens (letal), Entoloma sinuatum, Gymnopilus penetrans, saprofit, ori Gymnopilus spectabilis (saprofit).

## Specii asemănătoare în imagini

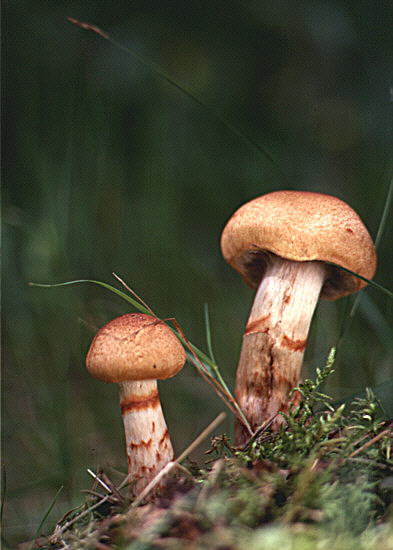
Cortinarius armillatus
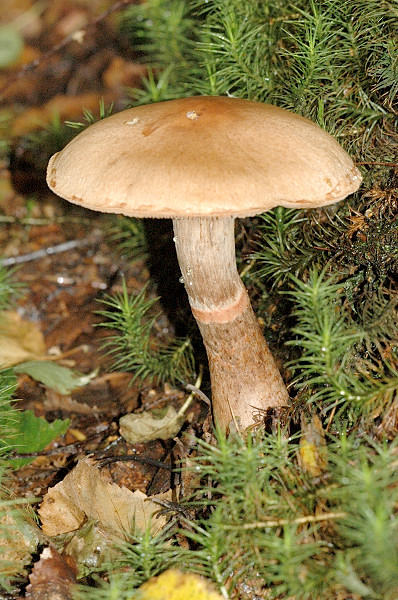
Cortinarius caninus
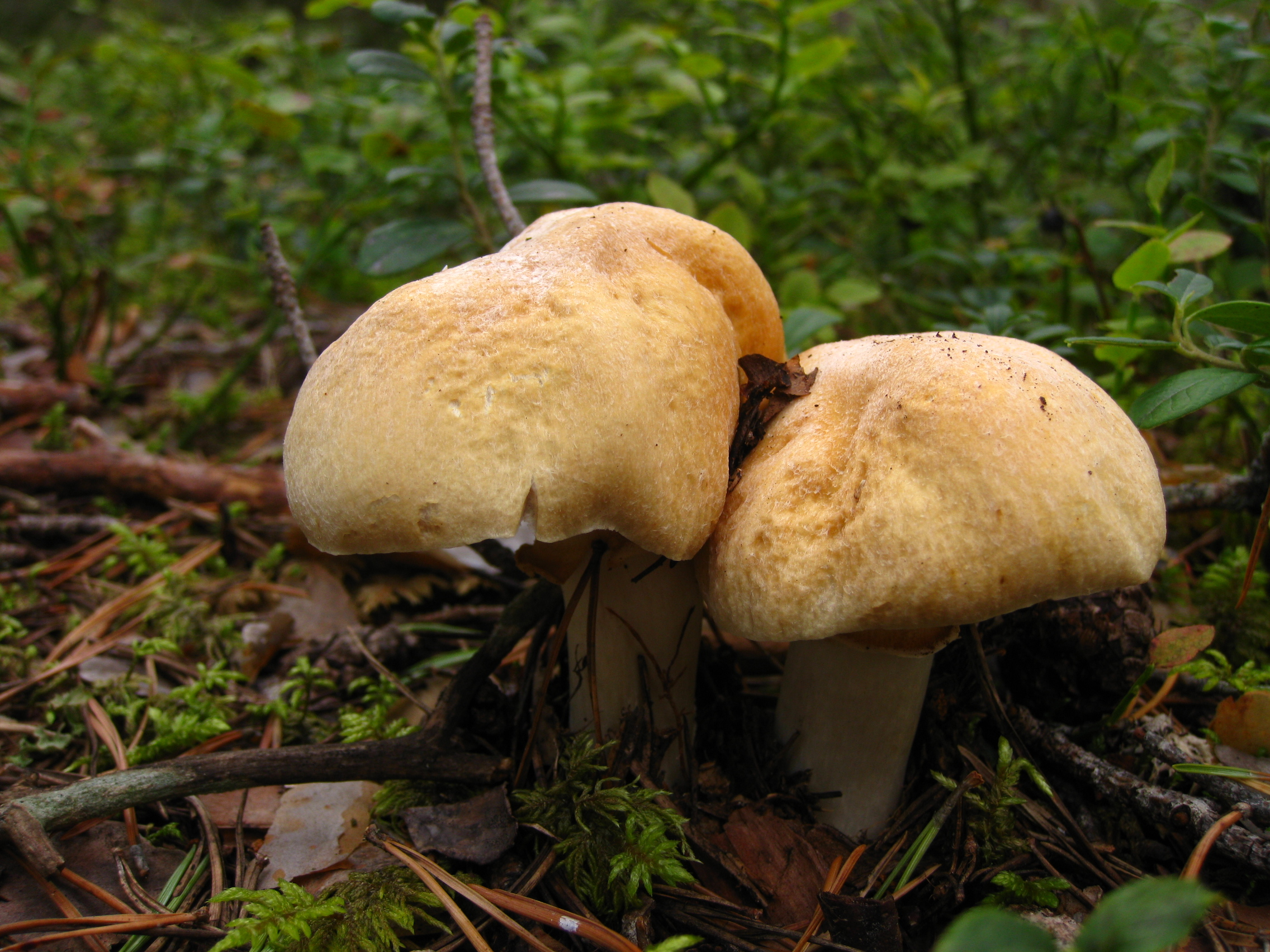
Cortinarius caperatus
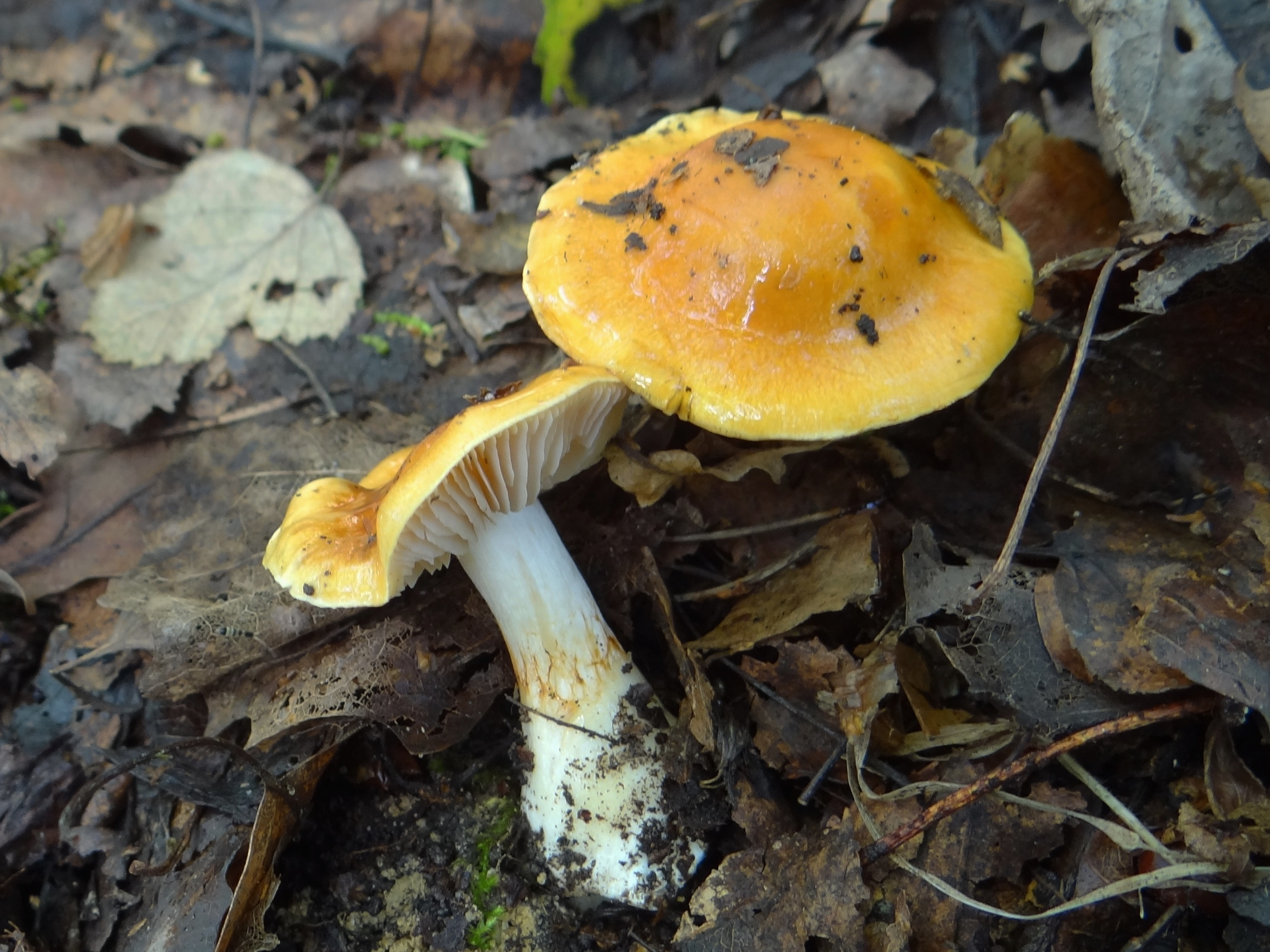
Cortinarius claricolor
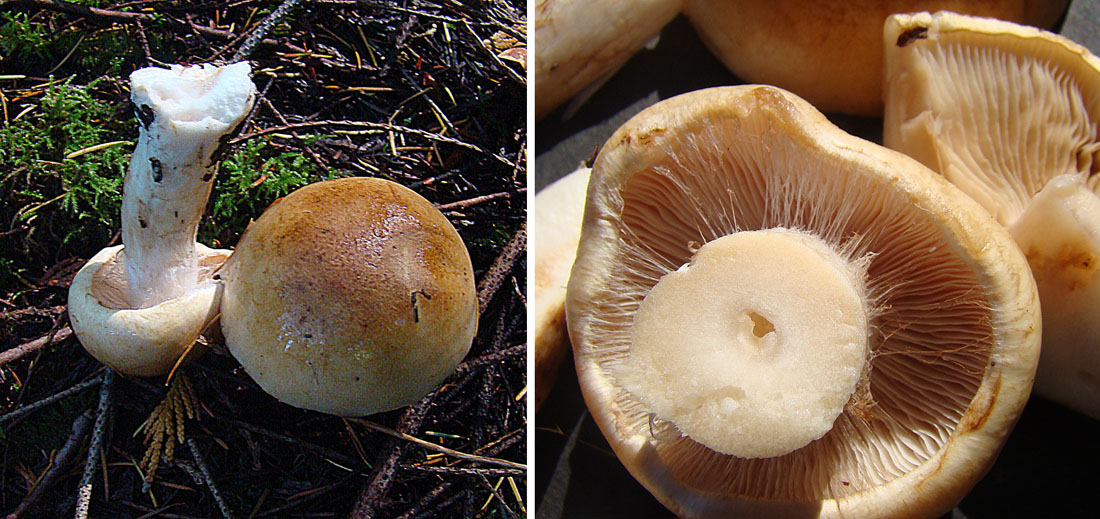
Cortinarius crassus

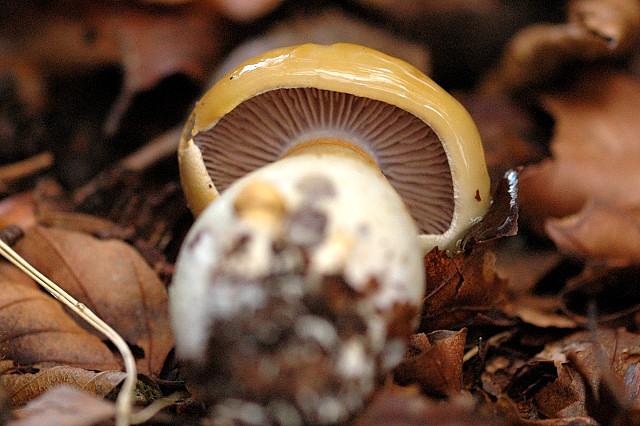
Cortinarius delibutus
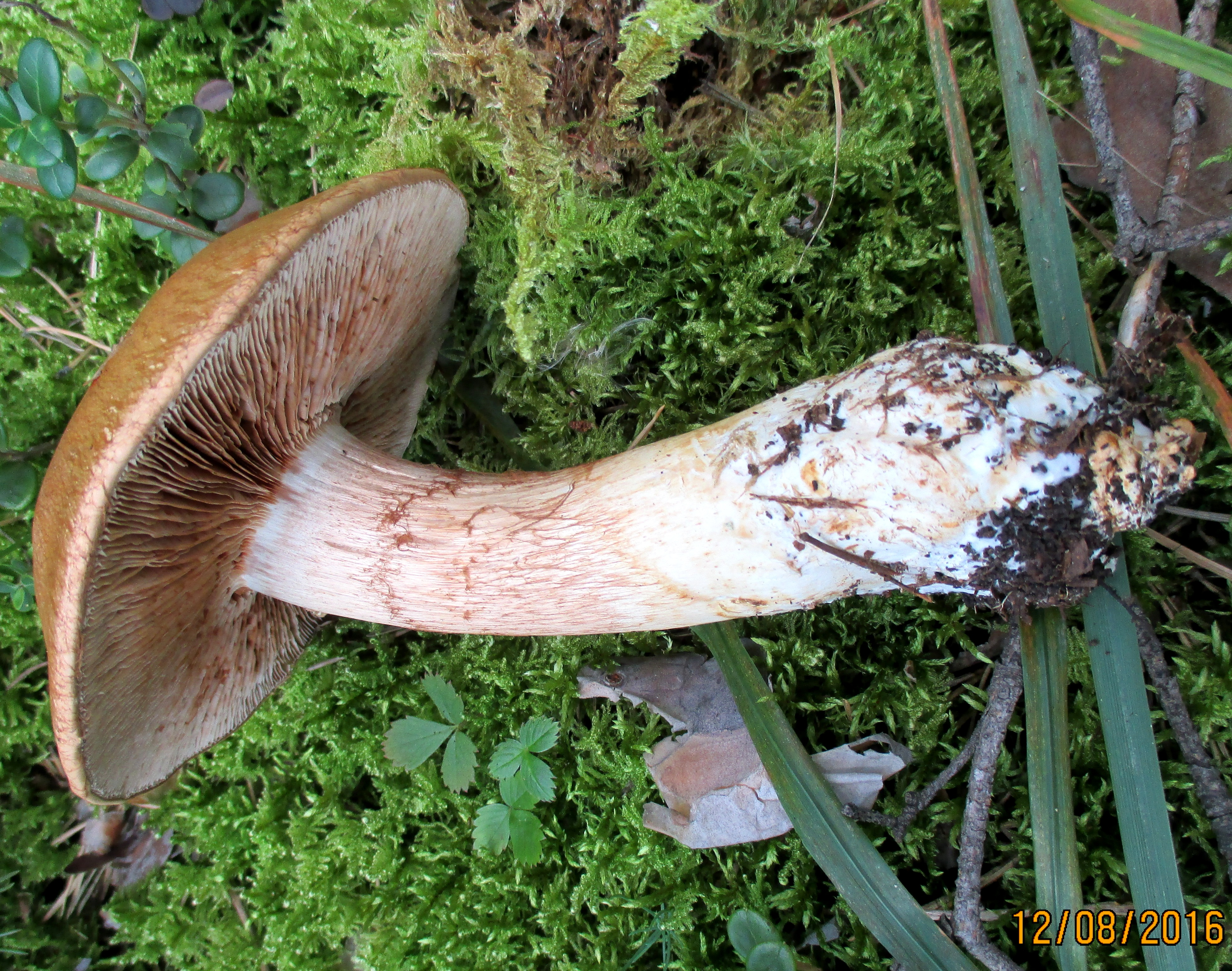
!Cortinarius largus!
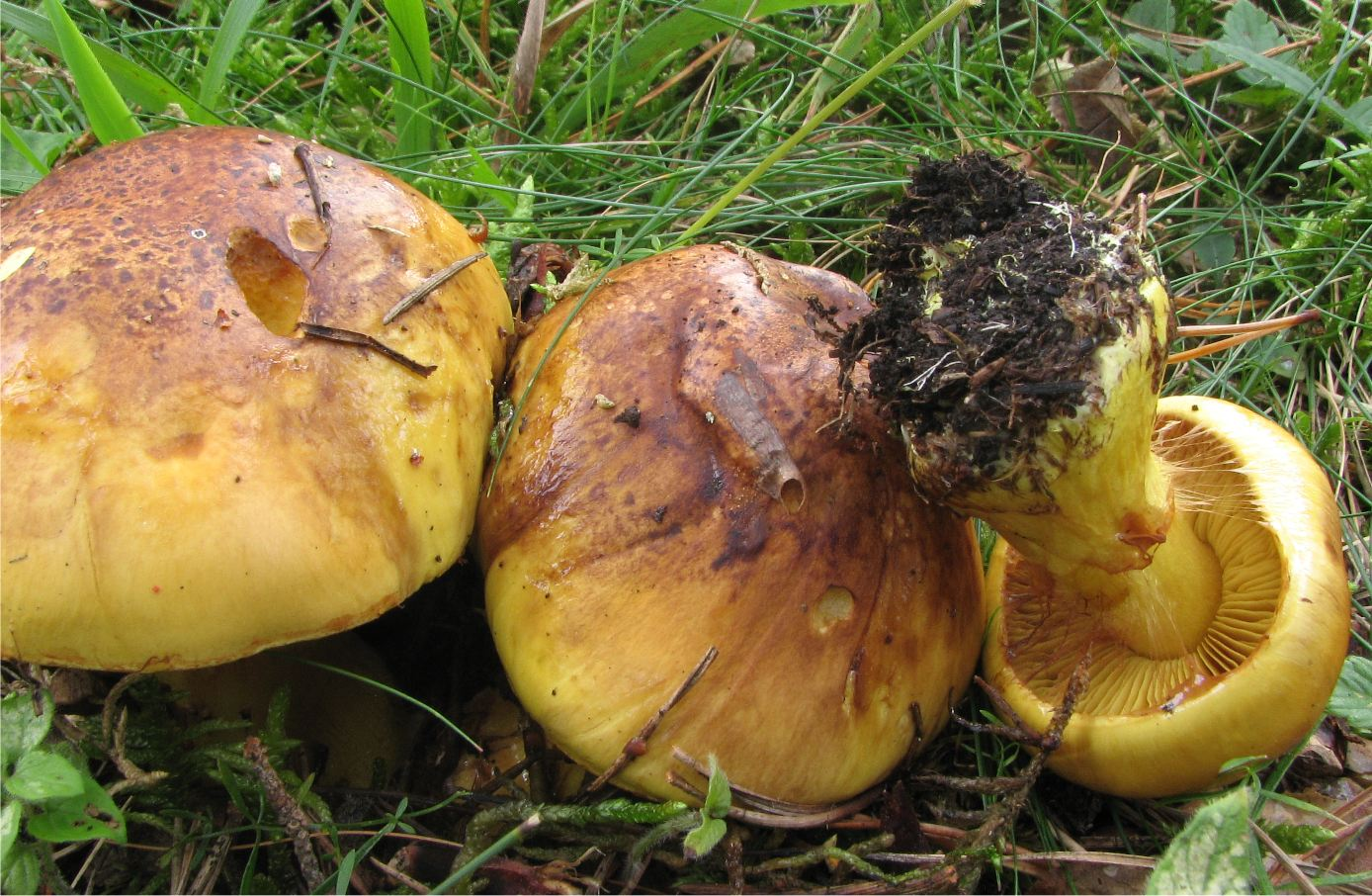
!!!Cortinarius meinhardii!!!
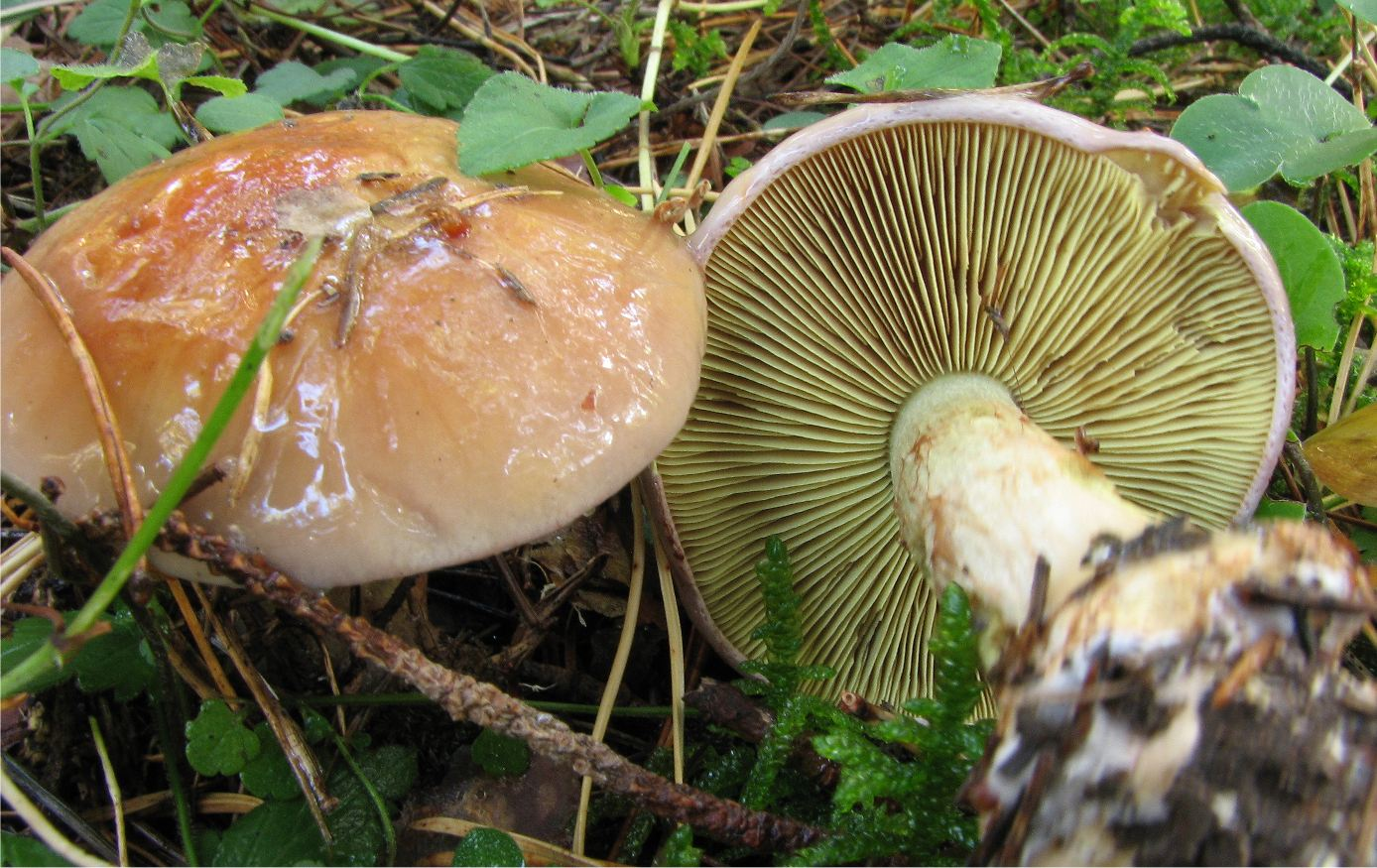
Cortinarius odorifer
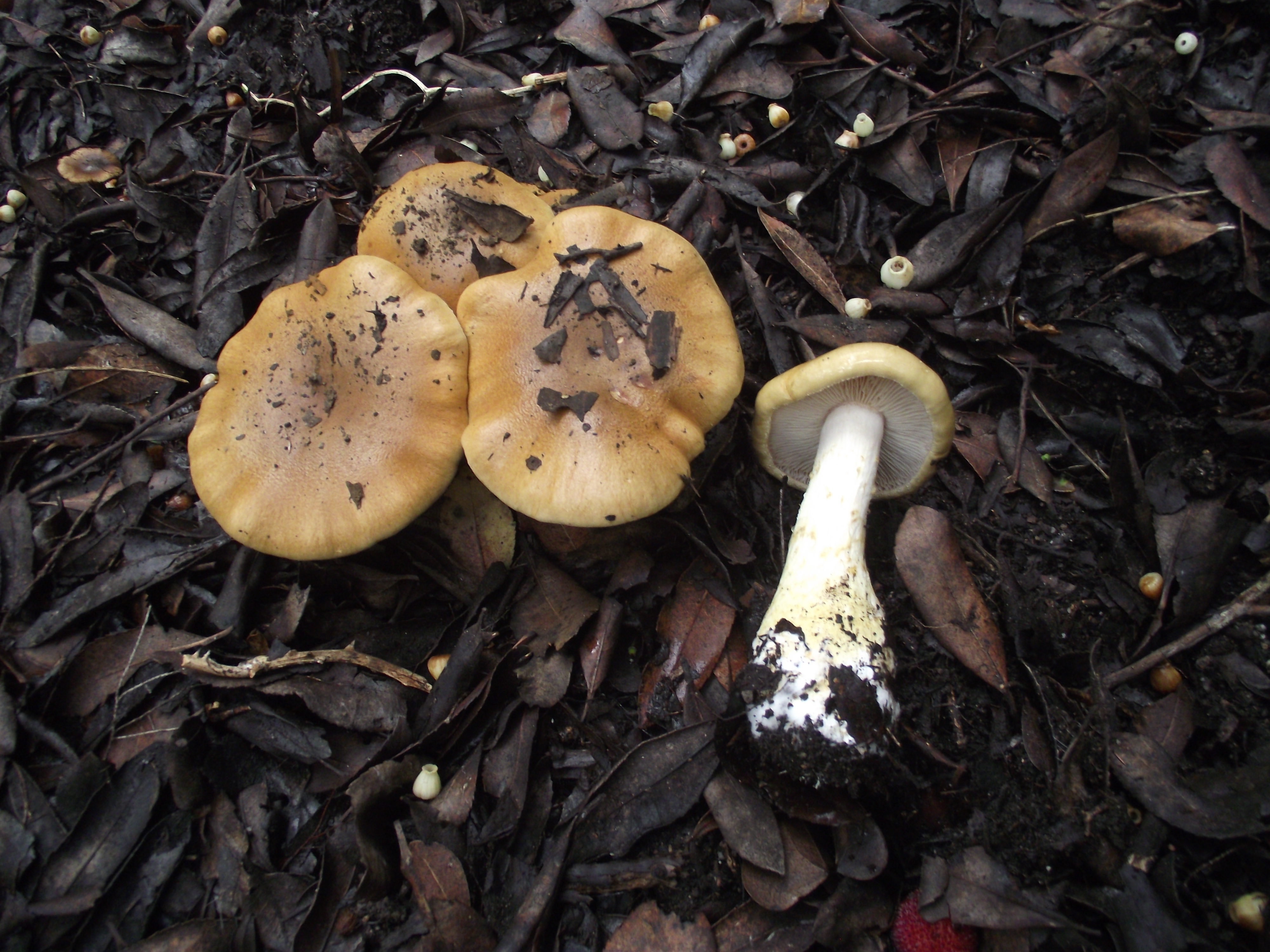
!Cortinarius olidus!

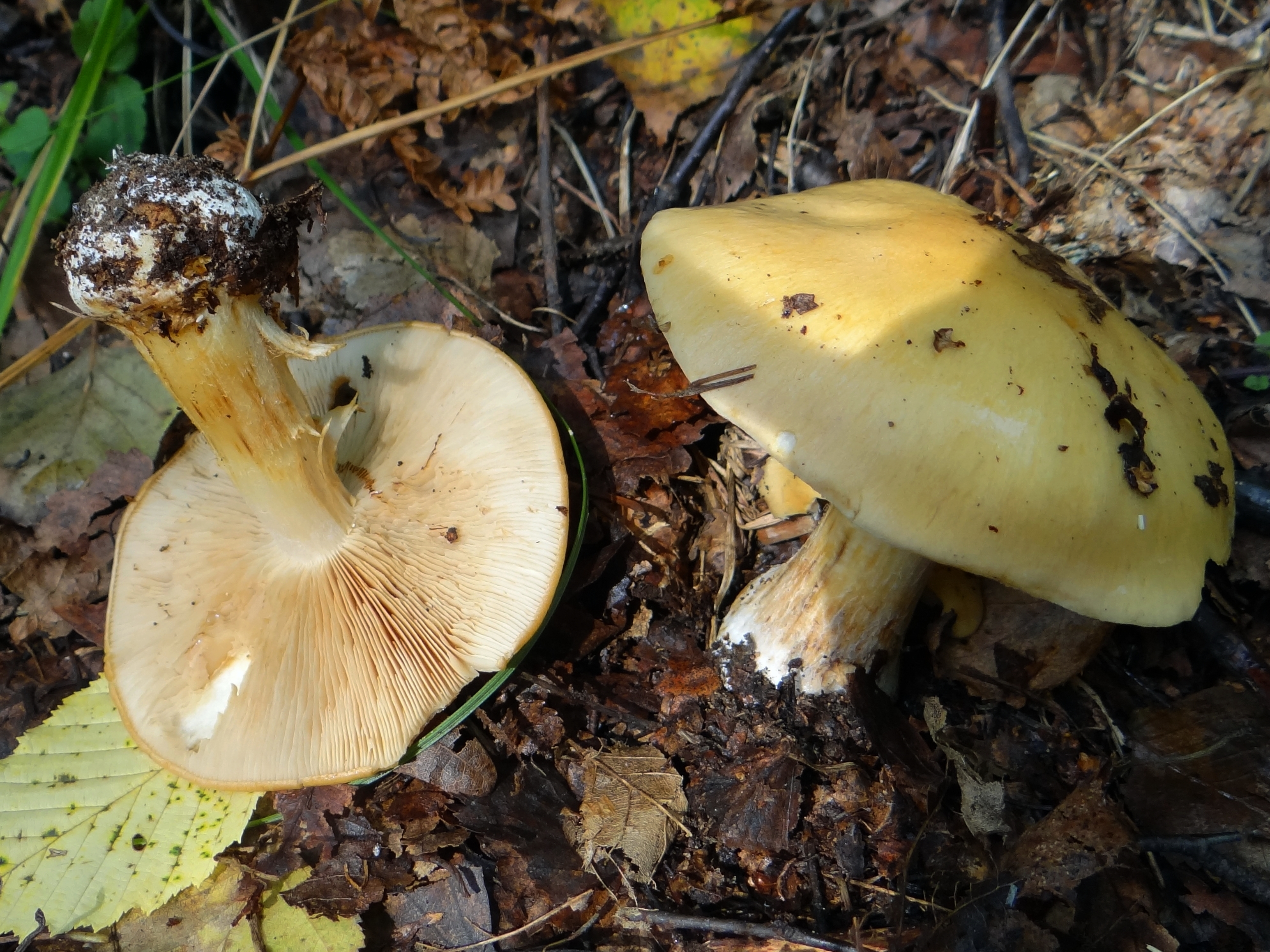
Cortinarius percomis
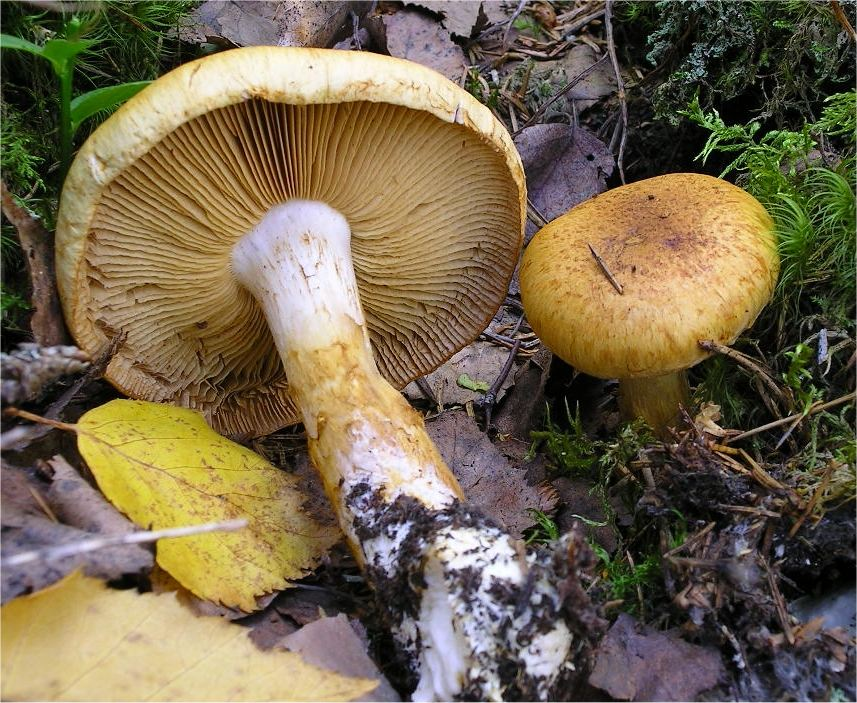
Cortinarius saginus
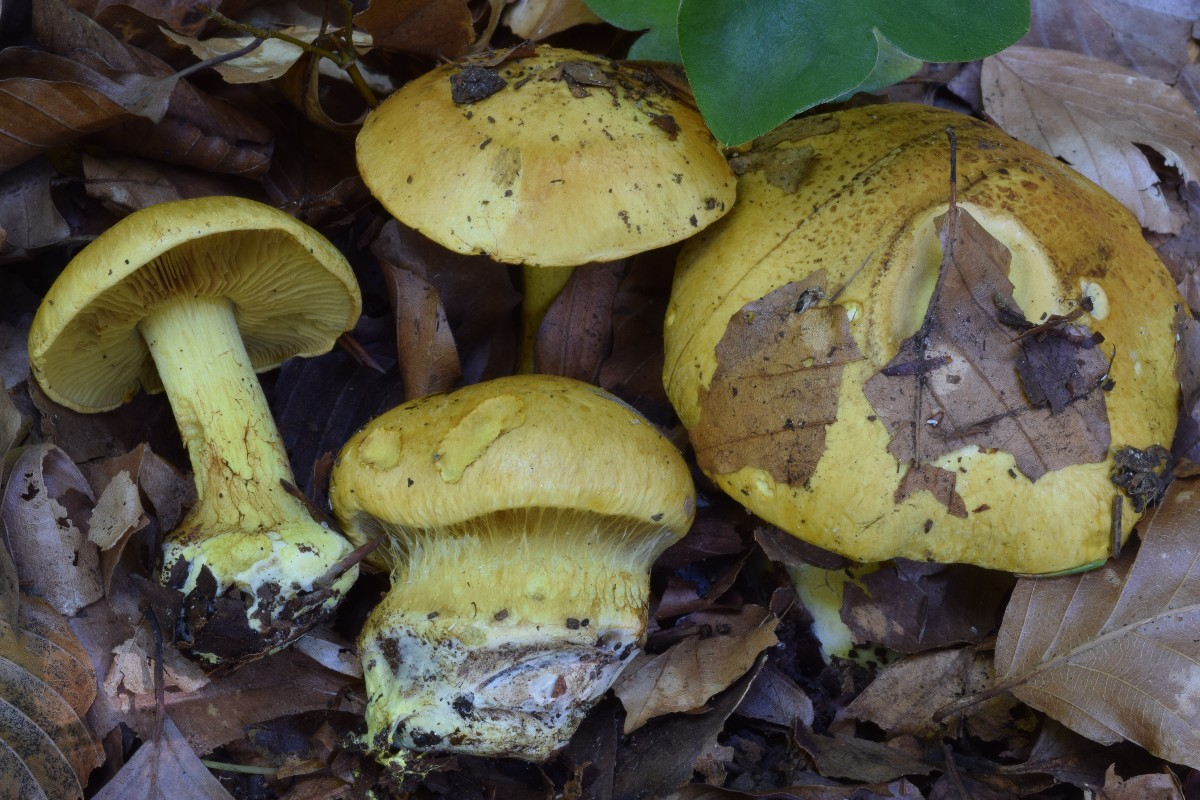
!!!Cortinarius splendens!!!
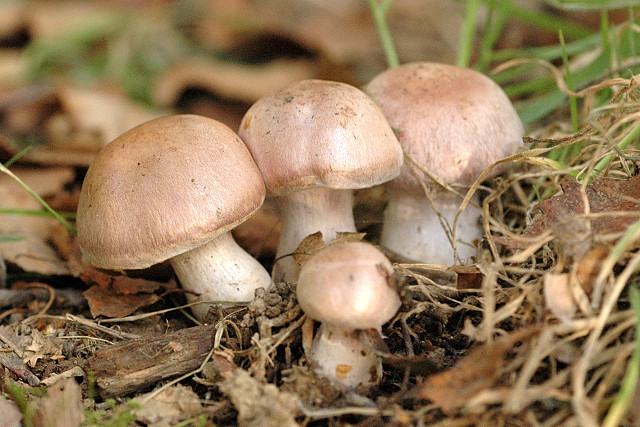
!Cortinarius subferrugineus!
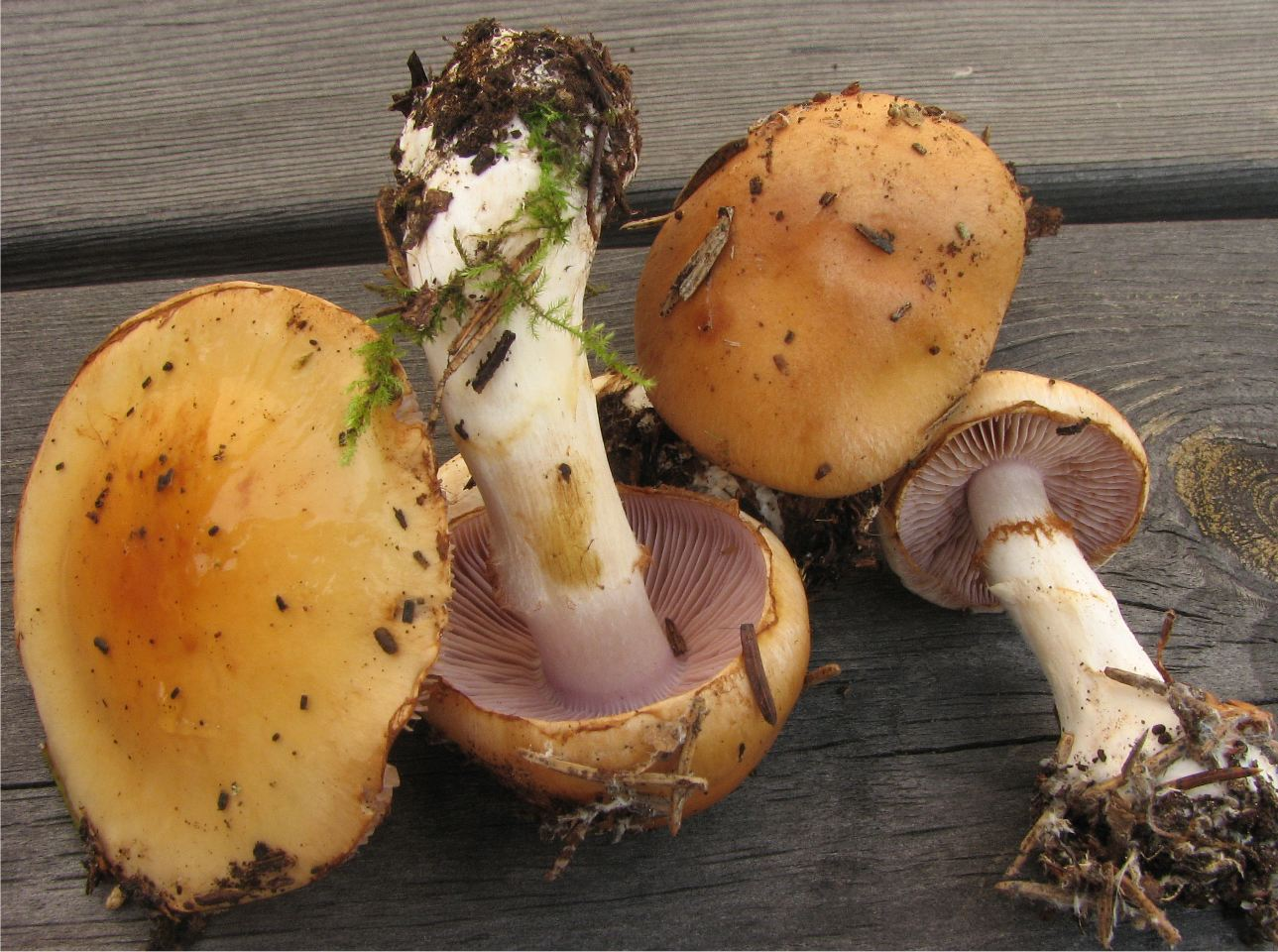
Cortinarius varius

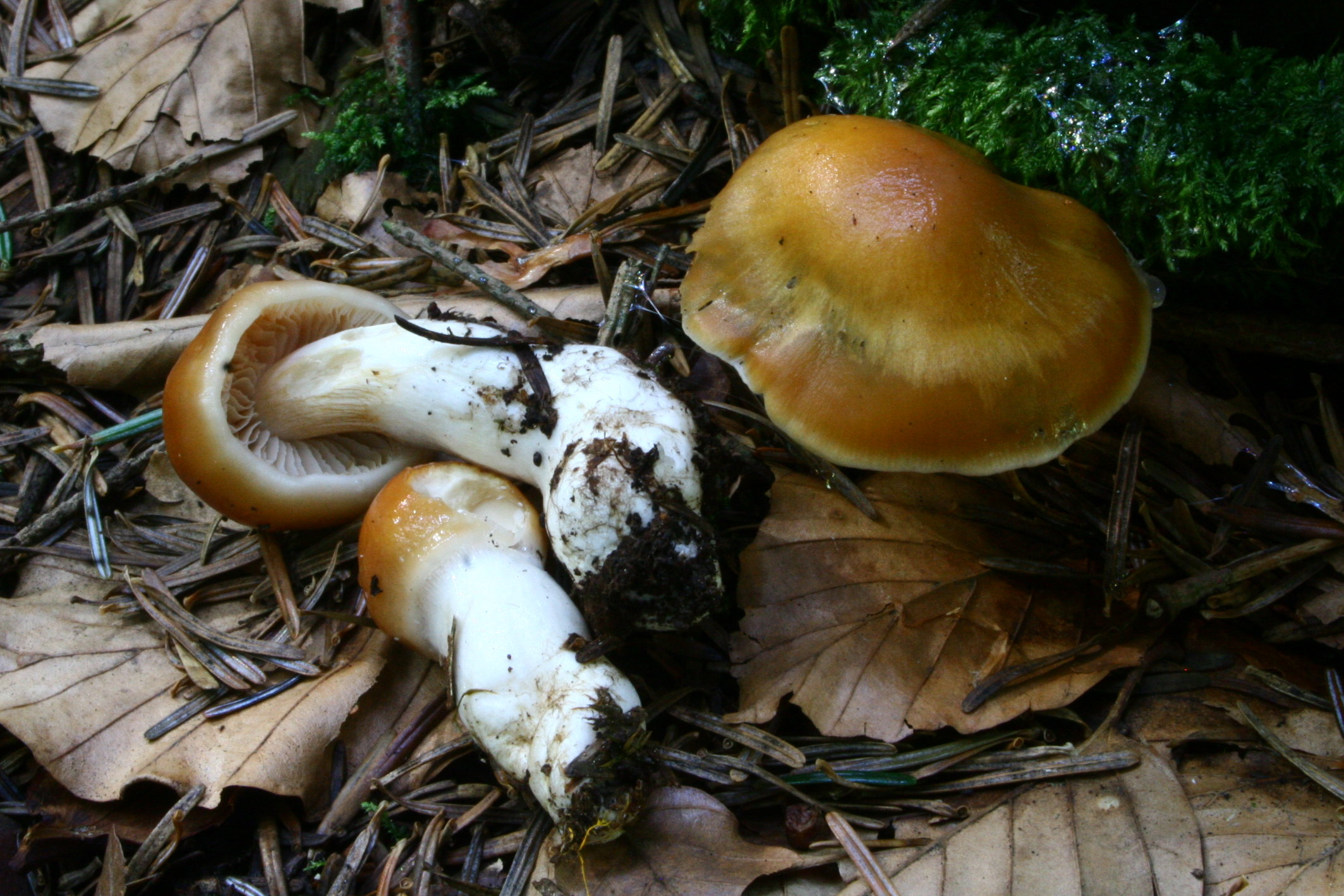
!Cortinarius vibratilis!
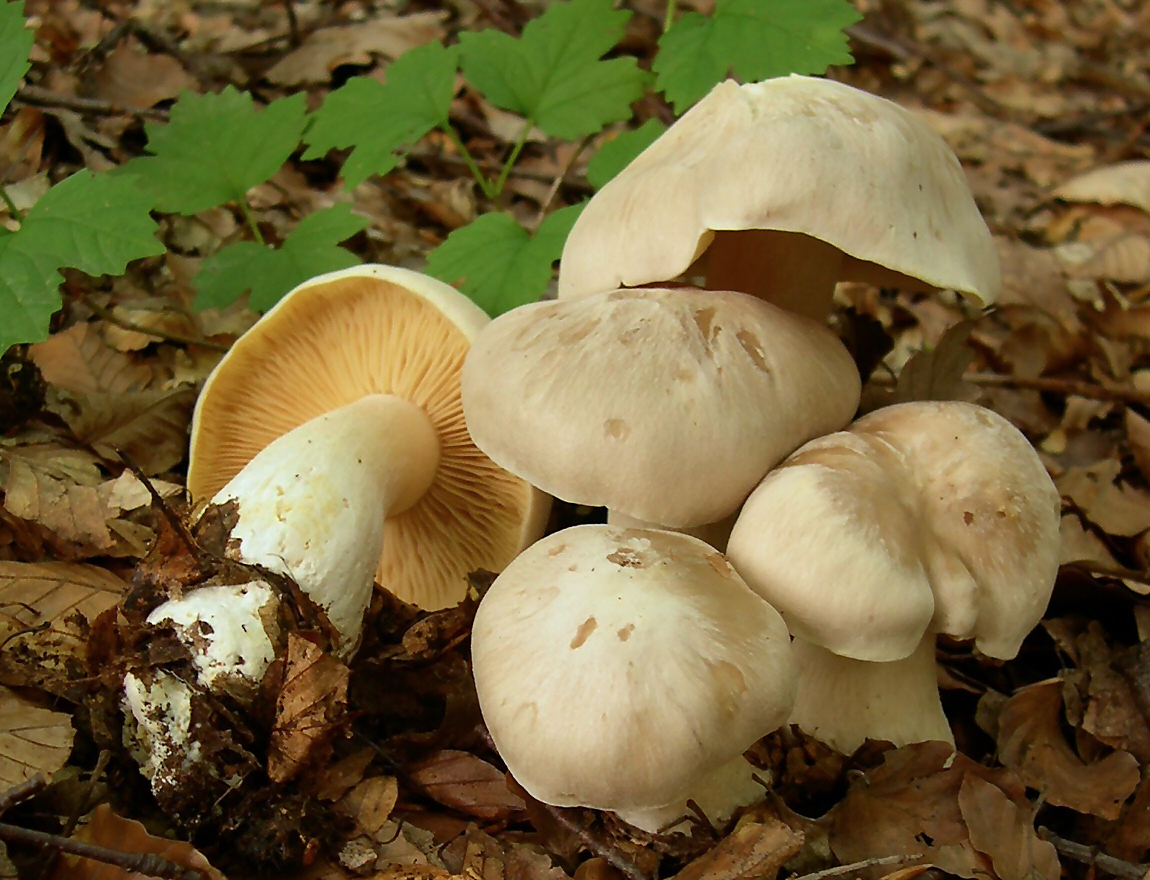
!!!Entoloma sinuatum!!!
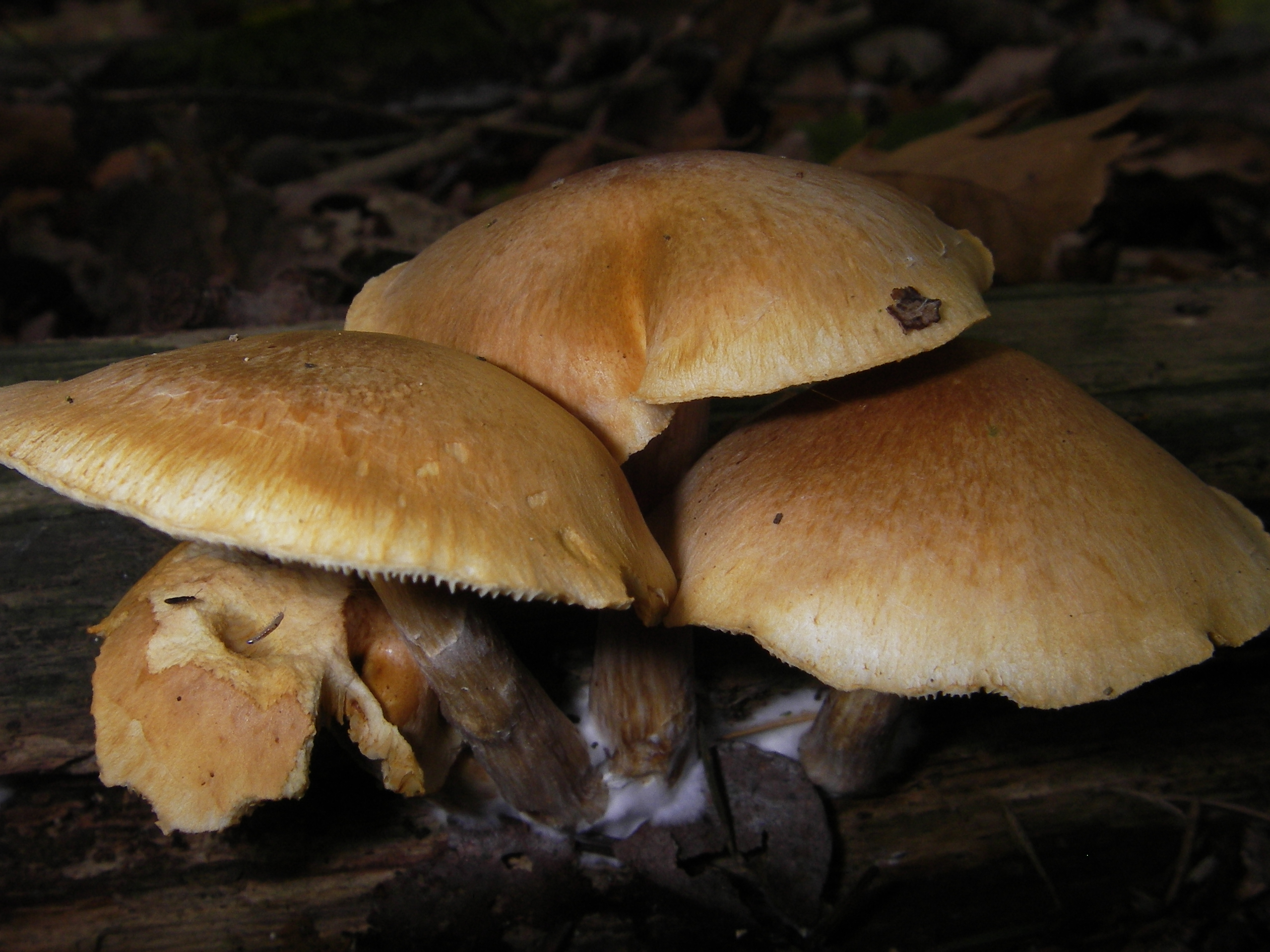
!!Gymnopilus penetrans!!
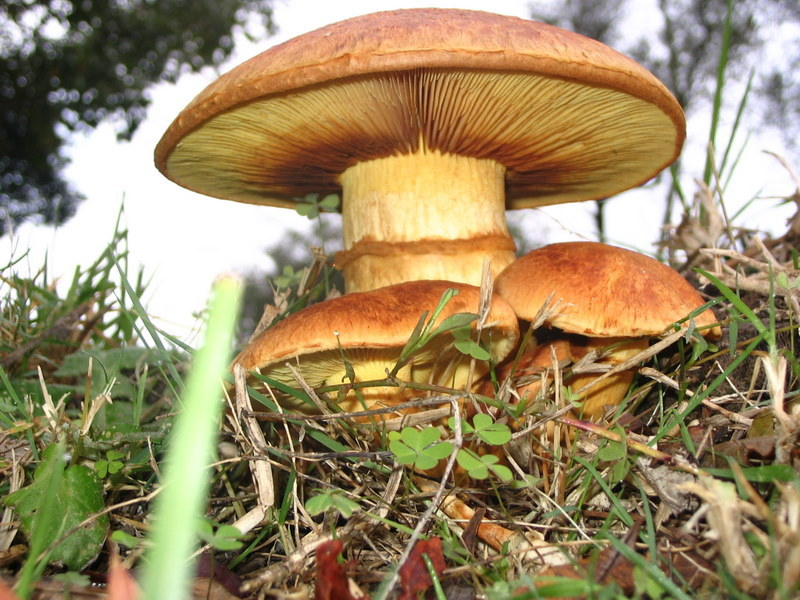
!!Gymnopilus spectabilis sin. junonius!!

## Valorificare
Cortinarius triumphans este comestibil, de calitate mediocră, dar poate fi confundat cu specii foarte periculoase, chiar și letale. Colectarea acestei ciuperci necesită cunoștințe foarte bune despre specie și nu este potrivită pentru începători.